# Super Star Wars: Return of the Jedi
Super Star Wars: Return of the Jedi, meglio noto come Super Return of the Jedi, è un videogioco sparatutto a scorrimento del 1994 per la console Super Nintendo Entertainment System. Basato sul film del 1983 Il ritorno dello Jedi, è il terzo gioco della serie dedicata alla trilogia di Guerre stellari iniziata con Super Star Wars. Ne furono distribuite anche versioni semplificate per Nintendo Game Boy e Sega Game Gear. Super Star Wars: Return of the Jedi è stato ripubblicato sulla Virtual Console in Nord America il 7 settembre 2009 e nelle regioni PAL il 16 ottobre 2009, accanto agli altri giochi della serie Super Star Wars.

## Modalità di gioco
Super Star Wars: Return of the Jedi segue fedelmente l'impostazione dei precedenti capitoli della serie, con il ritorno dei diversi personaggi selezionabili (in specifici livelli), e sequenze di guida con visuale 3D in terza persona da dietro. La trama del gioco segue quella del film, anche se alcuni livelli e ambientazioni non si vedono nella pellicola, come quello dove Luke Skywalker deve combattere all'interno della Morte Nera prima di raggiungere l'Imperatore Palpatine. In aggiunta a Luke Skywalker, Ian Solo, e Chewbecca, già presenti nei precedenti due giochi, i nuovi personaggi giocabili includono Leila Organa e l'Ewok Wicket W. Warrick.
Alcuni dei boss finali includono Jabba the Hutt, il rancor, Dart Fener e l'Imperatore.

## Accoglienza
Alla sua uscita nei negozi, GamePro diede una recensione negativa alla versione per Super NES. Sebbene la rivista lodasse la colonna sonora del gioco, forti furono le critiche inerenti al sistema di controllo frustrante, i boss di fine livello troppo facili, e nello specifico il design generale dei livelli, ritenuti noiosi, ripetitivi, e già visti nei precedenti due capitoli della serie. In netto contrasto, Electronic Gaming Monthly assegnò al gioco un voto di 8 su 10, lodando la grafica eccellente e la difficoltà dei livelli. Consolemania e Computer+Videogiochi assegnarono entrambe ben 91% alla versione Super NES. Famicom Tsūshin valutò il videogioco con un punteggio di 23 su 40.
Super Return of the Jedi ricevette il premio come "Best Movie-to-Game" del 1994 da Electronic Gaming Monthly. Inoltre, EGM lo nominò "Best Game Gear Game" del 1995.